# Enschede
Enschede (pronunciación: /ˈɛnsxəˌdeː/ⓘ, aprox. énsjedey) es una ciudad y un municipio de la provincia de Overijssel en los Países Bajos, en el este de la comarca de Tubancia, siendo en neerlandés Twente. El municipio contaba el 1 de enero de 2014 con una población de 158 542 habitantes sobre una superficie de 142,72 km², con una densidad de 1124 h/km². El este del área urbana del municipio alcanza la frontera internacional con Alemania en la ciudad de Gronau.
El municipio se componía exclusivamente de la propia ciudad de Enschede hasta 1935, cuando se anexionó el municipio rural de Lonneker, que rodeaba la ciudad, como consecuencia de la rápida expansión industrial de Enschede, que se había iniciado en la década de 1860 e implicó la construcción de ferrocarriles y la excavación del Twentekanaal, canal que conecta la ciudad con la red nacional de ríos y canales. La ciudad dispone de puerto en un extremo de este canal.

## Historia
Enschede surgió en la Edad Media como asentamiento agrícola. Obtuvo sus derechos de ciudad hacia 1300 y en 1325 le fueron confirmados por el obispo de Utrecht. En octubre de 1597 fue tomada sin resistencia por Mauricio de Nassau que ordenó desmantelar la muralla exterior, aunque confirmó los derechos de ciudad. A finales del siglo XVIII se instalaron las primeras industrias textiles que, tras la independencia de Bélgica en 1830 y sobre todo tras el tercer incendio de la ciudad, en 1862, cobraron un notable impulso con apoyo del gobierno. De 1870 a 1900 la población se quintuplicó y se crearon barrios obreros. Con ellos surgió también la cuestión social y la conflictividad obrera que inspirarían al sacerdote Alfons Ariëns la creación de la primera organización sindical católica. Muchas de estas industrias cerraron a partir de 1970, provocando la transformación de Enschede en ciudad de servicios, circunstancia reforzada con la creación de la Universidad de Twente.
El 13 de mayo de 2000 ocurrió un accidente pirotécnico que destruyó todo el barrio Roombeek, en el que fallecieron 23 personas, incluidos 4 bomberos.

## Galería de imágenes

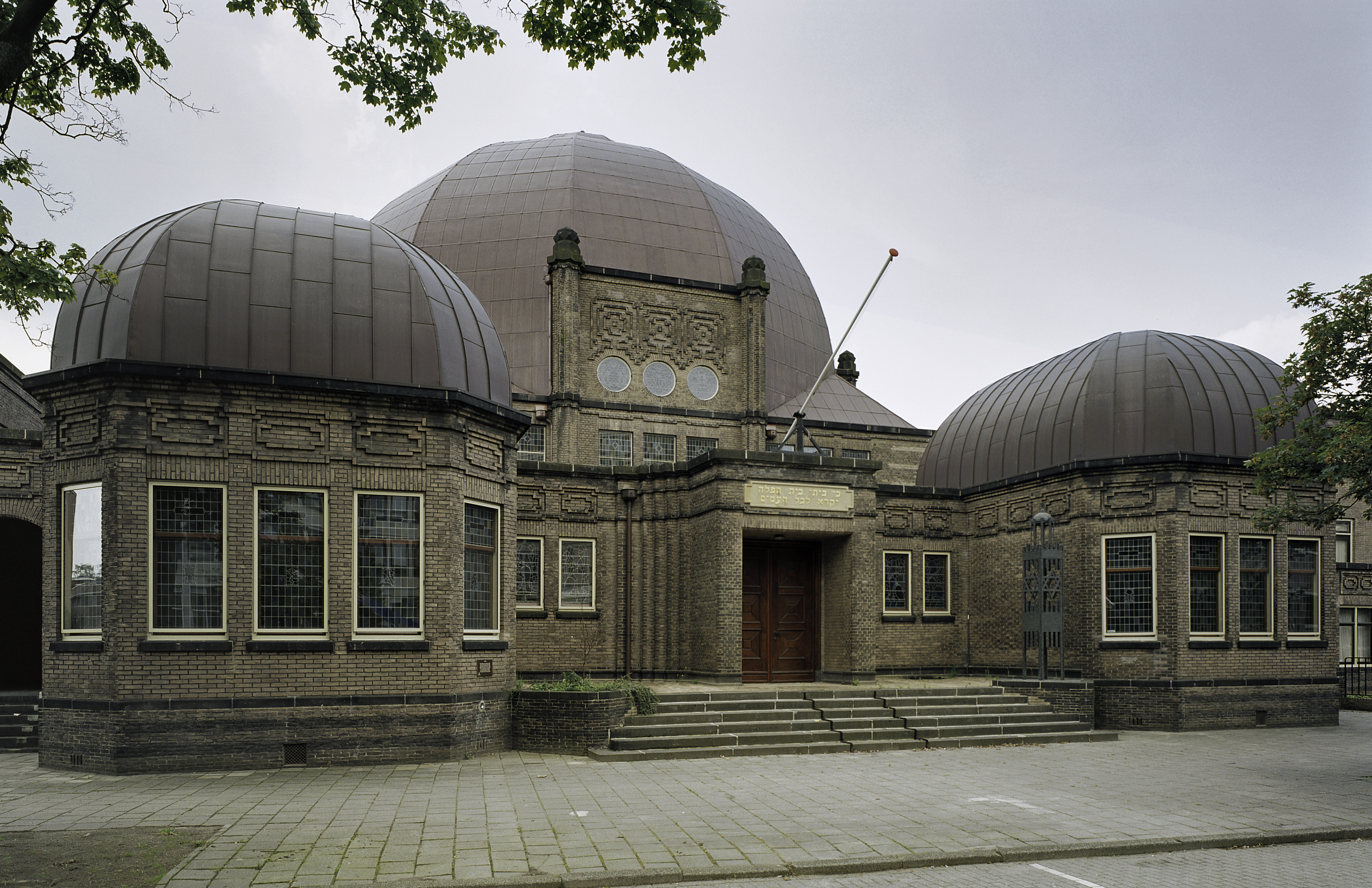
Sinagoga
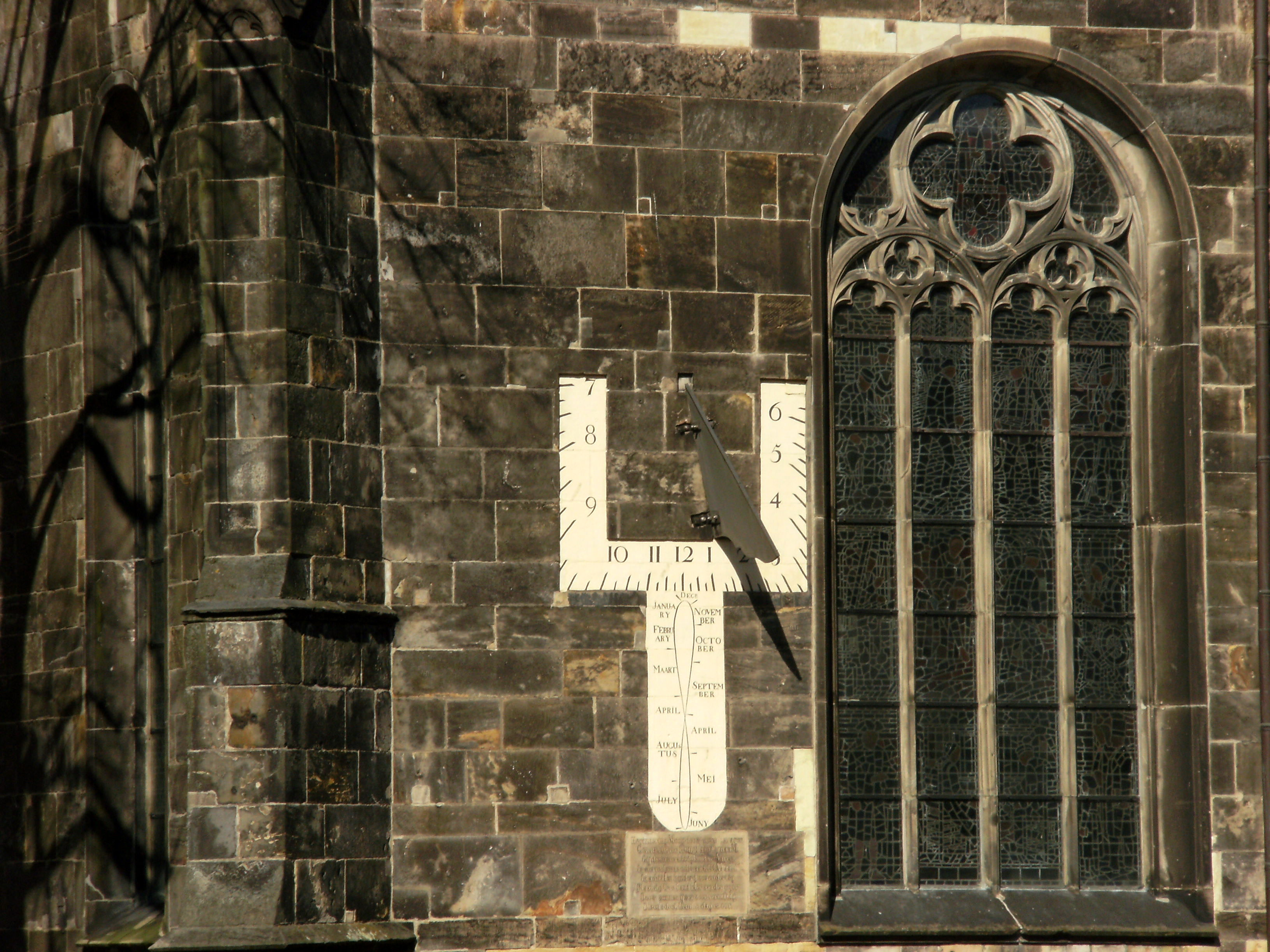
Reloj de sol en la Grote Kerk
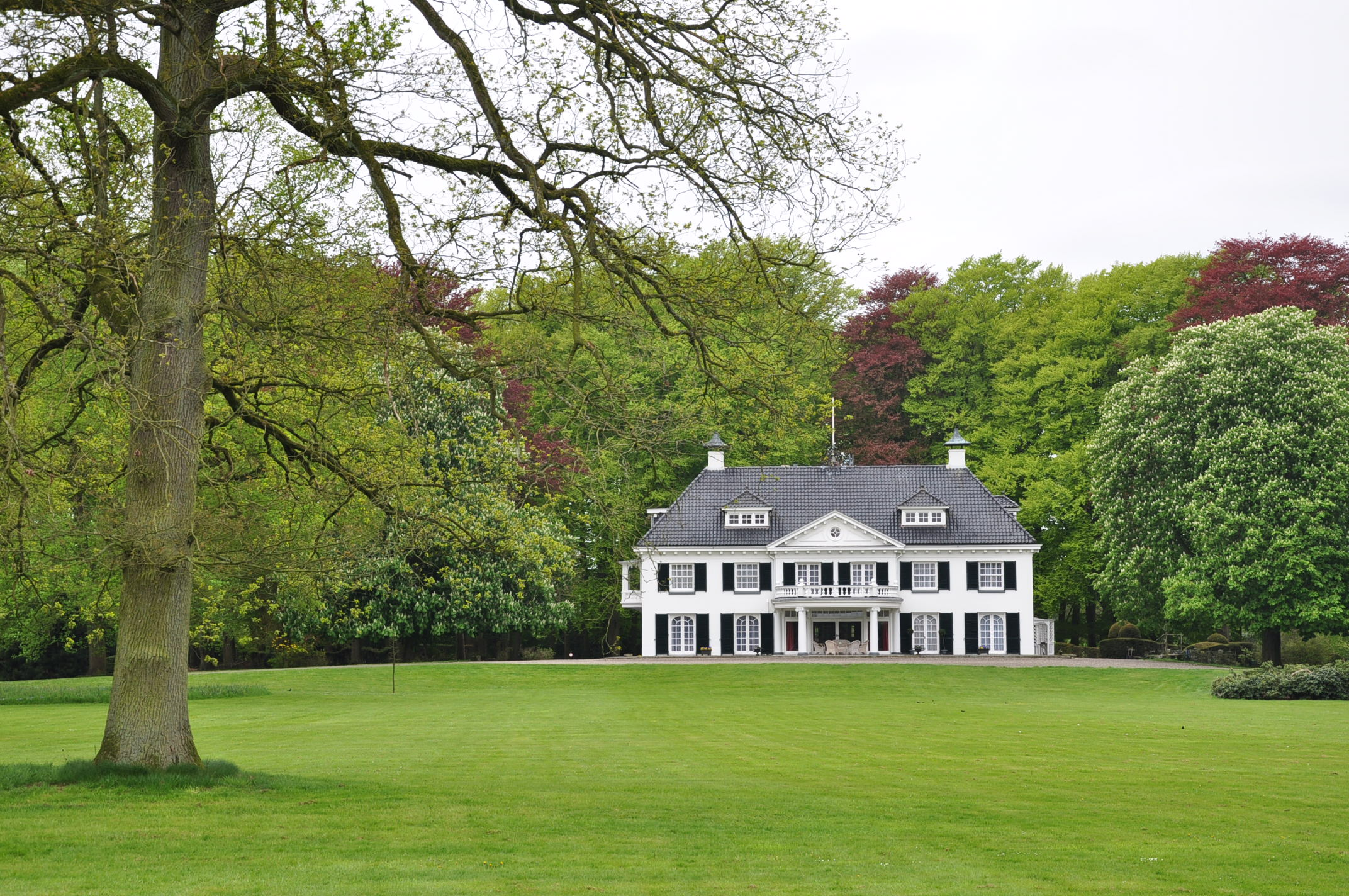
Zonnebeek, casa de campo construida a principios del siglo XX por un acaudalado industrial textil
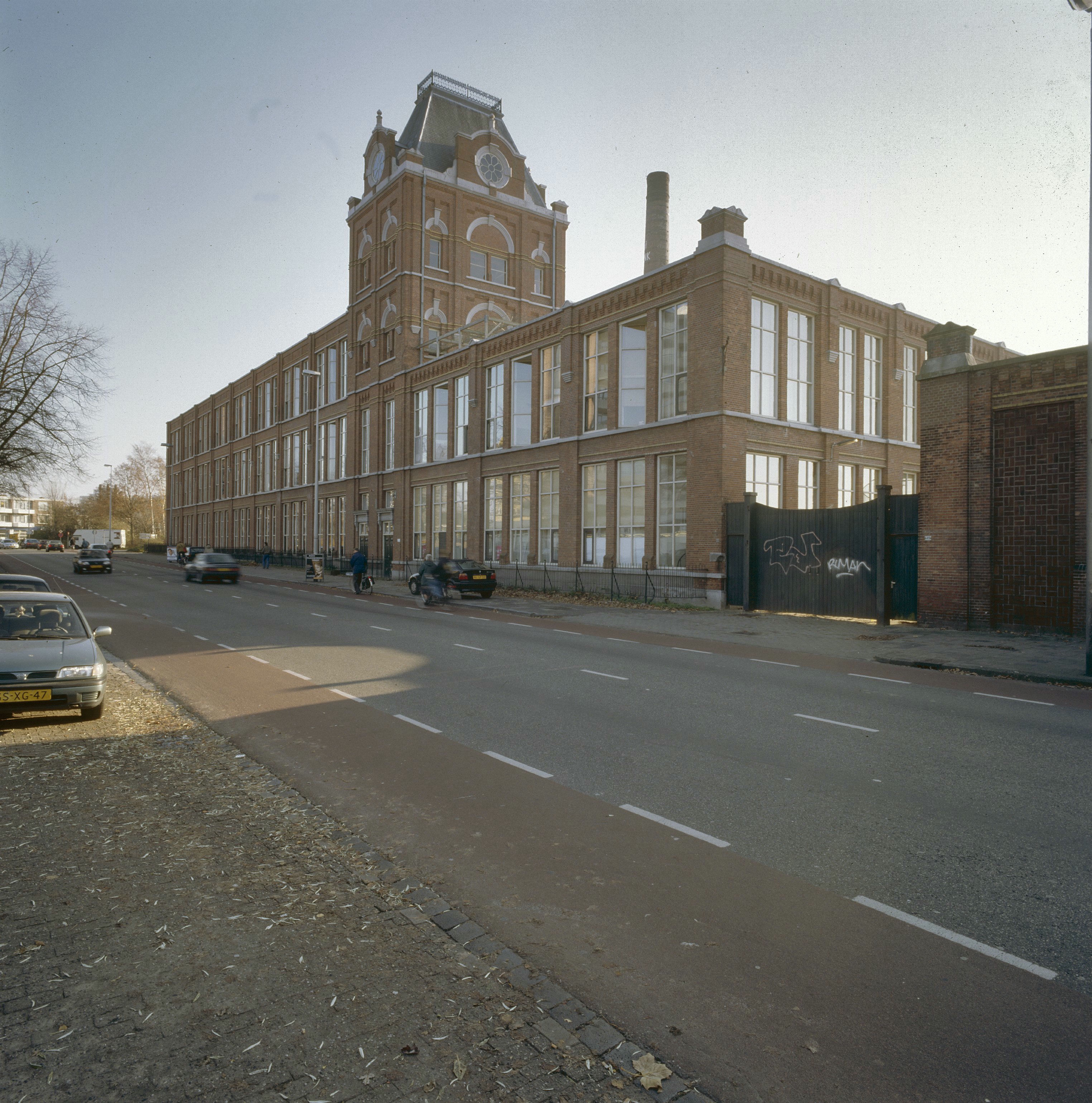
Jannink, complejo industrial

## Deportes
En Enschede se corre desde 1947 uno de los más antiguos maratones de Europa.
Cuenta con un equipo de fútbol profesional de la primera división del fútbol neerlandés, el Football Club Twente. Fue sede de la Copa Mundial de Fútbol Juvenil de 2005.